# Manuel Franco da Costa de Oliveira Falcão
Manuel Franco da Costa de Oliveira Falcão (São Mamede, Lisboa, 10 de novembro de 1922 – Beja, 21 de fevereiro de 2012) foi um bispo português.

## Biografia
Filho de Manuel da Costa de Oliveira Falcão (1887–1963), proprietário e colecionador, e de sua mulher Maria Felismina Ferreira Franco Falcão, filha do 2.° Conde do Restelo, título criado por D. Luís I de Portugal, nasceu na Freguesia de São Mamede, Lisboa, em 10 de Novembro de 1922.
Fez uma parte dos seus estudos secundários no Colégio das Caldinhas, Santo Tirso, dos Jesuítas, localidade em que eram proprietários de uma casa entretanto já demolida.
Licenciou-se em Engenharia Mecânica no Instituto Superior Técnico da Universidade Técnica de Lisboa, e, em 1945, entrou no seminário, para se dedicar ao sacerdócio, recebendo a ordenação sacerdotal em 1951, pelo Cardeal Patriarca de Lisboa, D. Manuel Gonçalves Cerejeira.
Depois de ordenado, é nomeado Prefeito no Seminário dos Olivais e ali exerce funções de professor. Ensinou, conforme as necessidades, Ciências Naturais, História da Igreja, Sociologia, Pastoral. Ação Católica, etc. 
Os primeiros anos, consagrou-os quase exclusivamente ao Seminário, embora ajudando os párocos das redondezas, sobretudo aos domingos e em confissões.
É feito cónego da Sé Patriarcal de Lisboa a 24 de Março de 1962 e assume funções de secretário particular do Patriarca de Lisboa acompanhando-o em diversas deslocações. 

### Serviço à Igreja e cidade de Lisboa
Enquanto presbítero dinamizou e fundou inúmeros órgãos de trabalho e pesquisa, compostos por leigos que com ele colaboravam.  Destaca-se o notável e inovador trabalho em diversas áreas entre as quais: promoção dos estudos de sociografia religiosa, que o levaram a vários congressos no estrangeiro; criação e lançamento do Secretariado das Novas Igrejas do Patriarcado; criação do Secretariado de Informação Religiosa; publicação e fundação do BIP, Boletim de Informação Pastoral (1959-1970), seguida do BDP, Boletim Diocesano de Pastoral do Patriarcado (1968-1975); colaboração habitual na Voz da Verdade e ocasional nas Novidades e em revistas da Ação Católica. 
Procedeu ao primeiro recenseamento da prática dominical no Patriarcado (1955) e fez, em colaboração com a Câmara Municipal de Lisboa e o Estado, o estudo do redimensionamento paroquial da Cidade (1959). 
Nos primeiros anos do pós-Concílio Vaticano II, acompanhou de perto os trabalhos conciliares, como padre jornalista, tendo-se deslocado a Roma, para aí entrevistar vários participantes. Muitas das suas reflexões sobre a vida e missão da Igreja estão publicadas no Boletim de Informação Pastoral (BIP).
Merece particular referência a organização, como membro da Comissão Episcopal de Pastoral, de várias semanas de atualização pastoral à luz do Vaticano II para o clero de todo o país, bem como, mais tarde, já a viver em Beja, a realização e o apuramento do I Recenseamento da Prática Dominical em todas as dioceses de Portugal (1977), que teve a sua projeção prática na Campanha do Domingo, que dirigiu durante dois anos. 
Com um espírito reformista iniciou os primeiros trabalhos da hoje estabelecida Agência Ecclesia, hoje estabilizado como órgão de comunicação da Igreja Portuguesa

### Bispo Auxiliar do Patriarcado de Lisboa
Em 1966 por Bula de Paulo VI é nomeado Bispo titular de Telepte e Bispo auxiliar do Patriarcado de Lisboa, sendo ordenado Bispo em 22 de Janeiro de 1967.  A ordenação episcopal teve lugar na igreja de S. Vicente de Fora na festa de S.Vicente, padroeiro do Patriarcado, a 22 de janeiro de 1967. Foram consagrantes, com o Cardeal Patriarca D. Manuel Gonçalves Cerejeira o Arcebispo de Mitilene D. António de Castro Xavier Monteiro e o Bispo de Febiana D. António de Campos, Auxiliares do Patriarca.
Desenvolveu um trabalho persistente enquanto Bispo Auxiliar, em particular após a morte repentina de D. António de Campos até então vigário episcopal do Patriarcado de Lisboa para os territórios de Santarém, lugar que veio a ser ocupado por D. Manuel Falcão. Assim  em 9 de agosto de 1969, é nomeado para função de Vigário Episcopal, funções que exerceu até 1974. 
Também no Oeste do Patriarcado e depois nas regiões pastorais de Setúbal e de Santarém (preparando-as para se tornarem dioceses), dedicou-se especialmente à atualização conciliar do clero e à reestruturação pastoral do Patriarcado, com a criação do Secretariado de Ação Pastoral (SAP), a realização da primeira Assembleia Diocesana e a elaboração dos primeiros planos e programas de ação pastoral.
Entretanto, logo após a sagração, na Assembleia Plenária de abril, foi eleito Secretário da Conferência Episcopal, cargo que desempenhou durante nove anos, cumulativamente com os de presidente ou vogal de várias Comissões Episcopais e de primeiro delegado da Conferência no Conselho das Conferências Episcopais da Europa (CCEE).

### Bispo de Beja
Por nomeação Pontifícia de Paulo VI, a 27 de Novembro de 1974 é nomeado Bispo Coadjutor com direito de sucessão de D. Manuel dos Santos Rocha, tomando posse a 22 de Janeiro de 1975. Com a resignação do seu antecessor em 1980, assume plenamente o governo da Diocese de Beja passando a bispo residencial em 8 de Setembro desse ano.
Esta nomeação teve particular relevo num contexto de revolução com a queda do Estado Novo. D. Manuel Falcão oriundo de uma família de proprietários alentejanos iniciou um diálogo constante com o povo de Beja em particular com os trabalhadores e lavradores, que ao longo do tempo depositaram nele a sua confiança e respeito. Assim ficou conhecido como um Bispo de diálogo, amigo dos pobres e sem medo. D. Manuel nos primeiros anos como Bispo Coadjutor percorreu todo o território e sentava-se à mesa com os revolucionários comunistas e os pobres, estabelecendo canais de diálogo e comunhão. Assim fez jus ao lema episcopal que escolheu: Omnes unanimes em português, todos unânimes.
Consolidou as bases financeiras da Diocese, para o que muito contribuíram nomeadamente a renúncia quaresmal do Patriarcado de 1981, oferta tendo em conta a pobreza da Diocese e os anos de serviço em Lisboa, bem como as ajudas dos Bispos e instituições da Alemanha para programas definidos de interesse pastoral.
Adquiriu em condições muito favoráveis o novo Paço, o jazigo dos Bispos no cemitério de Beja e o edifício para o Clube Stella Maris de Sines.  Renovou o Instituto de Nossa Senhora de Fátima e o Colégio de Milfontes, que passou a diocesano. Fez obras de beneficiação na Sé e no Seminário; e reservou parte deste para Centro Diocesano de Pastoral.
Elaborou todos os Relatórios Quinquenais sobre o Estado da Diocese desde o de 1972-1976 e cumpriu todas as Visitas "ad Limina", desde a sua estadia em Beja ao serviço da Diocese. Presidiu às delegações diocesanas aos Congressos Eucarísticos Internacionais de Lourdes e de Sevilha.
Em 1984 criou o Departamento do Património Histórico e Artístico da Diocese de Beja (DPHA) com a finalidade de dar a conhecer e proteger o património artístico e religioso da Diocese.
Segundo o seu sucessor no governo da Diocese de Beja, Frei D. António Vitalino Dantas nos 13 anos que se seguiram à sua renúncia passou-os a rezar, a arrumar os arquivos pessoais, familiares e diocesanos, a estudar e redigir livros e artigos no sentido da missão da Igreja e a ouvir pessoas angustiadas, ajudando-as material e espiritualmente. Diariamente respondia a cartas que de toda a parte lhe chegavam e em muitas delas havia dinheiro para aliviar a penúria de alguns aflitos. A sua atenção ao próximo, a sua piedade, a sua humildade, a sua disciplina e pontualidade eram contagiantes.
No seu testamento notarial deixa tudo à diocese a quem ele serviu, apenas pedindo que esta destine uma última dádiva com os pobres que ele desde há anos ajudava, transcrevendo os seus endereços.
Faleceu a 21 de Fevereiro de 2012 no Paço Episcopal de Beja. Jaz no jazigo dos Bispos de Beja, no cemitério daquela cidade.
Para as celebrações exequiais marcaram presença dezenas de Bispos Portugueses, em em especial D. José Policarpo que o recordou com uma referência sublinhando que "esteve na origem daquilo que é a reflexão sociológica da Igreja e dos caminhos da Igreja (…) uma presença de alegria e esperança para o povo de Beja". Marcou também presença o Núncio Apostólico Monsenhor Rino Passigato e leu uma mensagem de condolências do Papa. Também Tarcísio Cardeal Bertone, então Secretário de Estado da Santa Sé lembrou um Bispo de coragem, num tempo de turbulência histórica e exigência pastoral.
O presidente da República, Cavaco Silva, enviou também as condolências à diocese e à família, referindo que D. Manuel Falcão era «possuidor de notáveis qualidades de inteligência, que colocou ao serviço do diálogo entre a cultura e a Igreja, e de profunda sensibilidade social».